# Dywa 08
Dywa 08 – samochód Formuły 1 zaprojektowany przez Dydo Monguzziego i skonstruowany przez Dywę.

## Historia
Model ten stanowił trzecią próbę wejścia Dywy do Formuły 1, po modelach 1973 i 1974. Samochód został zaprezentowany na początku 1979 roku na targach Motor Sud Salerno i w założeniu miał w pełni wykorzystywać efekt przypowierzchniowy. Samochód, sponsorowany przez firmę Petteruti, miał zostać wystawiony na Grand Prix Belgii, a jego kierowcą miał być Alberto Colombo. Nigdy jednak do tego nie doszło.